# L'idolo offeso
L'idolo offeso (The Tong Man) è un film muto del 1919 diretto da William Worthington.

## Trama
A San Francisco, Luk Chan, soprannominato hatchet man per la sua abilità nell'usare l'accetta, si innamora di Sen Chee, la figlia di Louie Toy, un commerciante arricchitosi con il traffico d'oppio. La ragazza ha un altro ammiratore, il pericoloso e potente Ming Tai, capo della società segreta Bo Sing Tong. Quando Louie Toy rifiuta di pagare il pizzo, Ming Tai ordina a Luk Chan di ucciderlo. Il giovane attira il commerciante in un agguato ma non riesce a colpire con la sua accetta il padre della ragazza amata. Ming Tai, allora, uccide lui stesso Louie Toy e poi avvisa la polizia dell'omicidio, addossandone la colpa su Luk Chan. Lucero, un fraterno amico del morto, informa il giovane che Sen Chee è stata rapita: insieme, i due uomini riescono a trovarla e a salvarla. Ming Tai li insegue, riuscendo a mettere alle strette Luk Chan e l'amata. Vengono salvati da Lucero, che uccide il capo della Bo Sing Tong. Poi i tre fuggono, trovando un imbarco a bordo di una nave in partenza per la Cina.

## Produzione
Il film fu prodotto dalla Haworth Pictures Corporation.

## Distribuzione
Distribuito dalla Exhibitors Mutual Distributing Company e dalla Robertson-Cole Distributing Corporation, il film uscì nelle sale cinematografiche degli Stati Uniti il 14 dicembre 1919 con il titolo originale The Tong Man. In Francia, con il titolo Le Lotus d'or, fu distribuito dalla Pathé Consortium Cinéma il 14 gennaio 1921.
Il governo cinese e molte associazioni asiatico-americane protestarono per il modo in cui erano stati rappresentati i cinesi nel film, boicottandone le proiezioni presso diverse comunità.
Il film è conservato in un positivo 16 mm ed è stato distribuito in DVD dalla Grapevine nel febbraio 2007, dalla TeleVista il 9 giugno 2009 e, ancora nel 2009, dalla eMoviez.